# Vandinho Leite

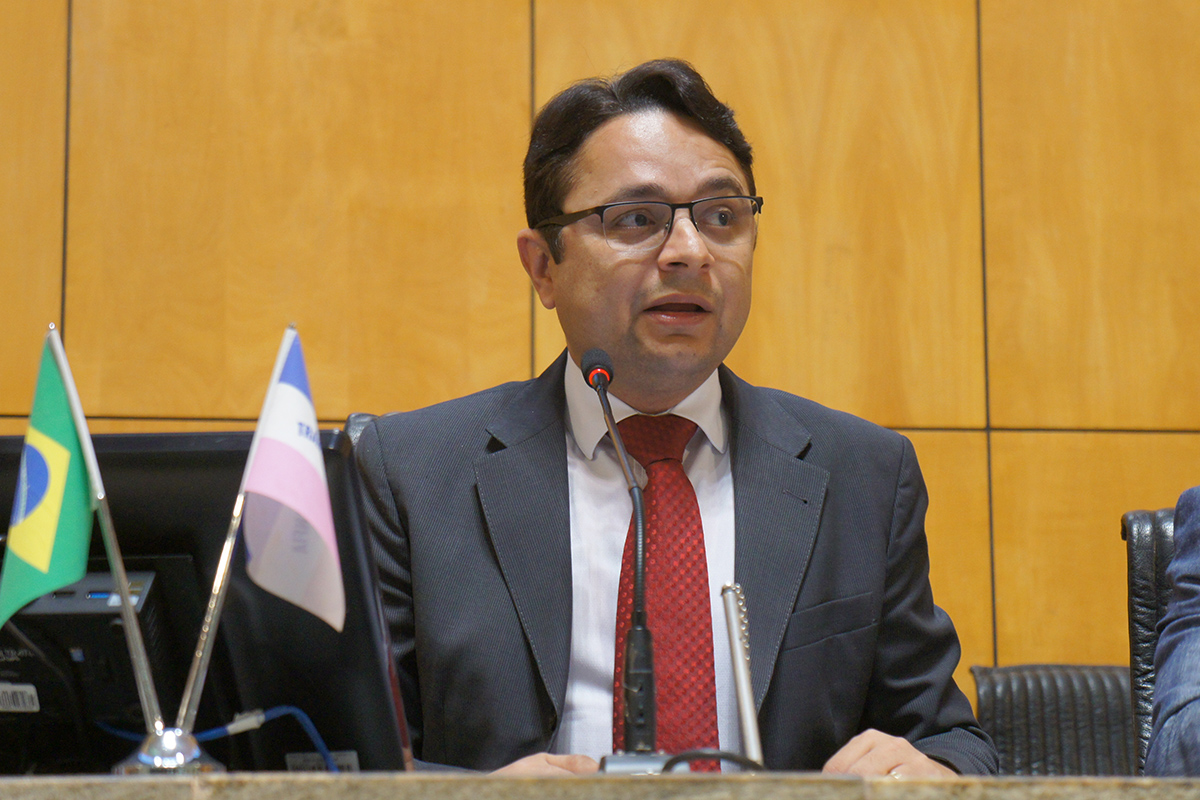
Leite em maio de 2019.

Vanderson Alonso Leite, mais conhecido como Vandinho Leite (Aimorés, 6 de março de 1978) é um político brasileiro.
É o atual presidente do PSDB no Espírito Santo.

## Biografia
Nascido em Minas Gerais, filho de Luiz Benício Leite e Nilza Pereira Leite, mudou-se para a cidade de Serra, no Espírito Santo ainda bem criança, aos três anos de idade.
Possui graduação em administração com ênfase em análise de sistemas. Antes de ingressar no cenário político foi empresário do ramo de tecnologia da informação. 

## Carreira política

### Vereador (2005-2007)
Em 2004 foi eleito vereador de Serra, sendo o candidato mais votado entre os eleitos.

### Deputado estadual (2007-2015)
Dois anos depois, chegou à Assembleia Legislativa, tornando-se o deputado estadual mais jovem da história do estado, reeleito em 2010. 
Em 2014, disputou para deputado federal, obteve mais de 86 mil votos porém não conseguiu alcançar o cargo de deputado federal.

### Secretário estadual de Esporte e Lazer (2011-2014)
Licenciou-se da Assembleia Legislativa para assumir a pasta da Secretaria de Esportes e Lazer no governo de Renato Casagrande.

### Candidatura a Prefeito de Serra em 2016
Foi cogitado para ser candidato à prefeitura da cidade de Serra nas eleições de 2012. Para sua candidatura a Prefeito em 2016, resolveu sair do PSB, após consultas com o PL e o PTB, resolveu se filiar no PSDB por ser um partido em ascensão no Espírito Santo e no Brasil.

### Secretário estadual de Ciência e Tecnologia (2017-2018)
Como substituto do também tucano Guerino Balestrassi, Vandinho Leite foi selecionado como secretário de Ciência e Tecnologia na gestão de Paulo Hartung em 2017, permaneceu no cargo até abril de 2018 quando saiu para disputar eleições.

### Deputado estadual (2019-presente)
Em 2018, foi eleito deputado estadual, reassumindo seu cargo. Inicialmente fez parte da oposição do grupo G-6, nome dado aos 6 deputados estaduais que faziam oposição mais enfática ao Renato Casagrande, porém passou a se aproximar da Gestão Casagrande após as eleições municipais.

### Candidatura a Prefeito de Serra em 2020
Derrotado em 2016, Vandinho buscou se candidatar novamente. Foi o candidato de uma coligação de 6 partidos, a maior do pleito eleitoral, no entanto, o PRTB saiu da coligação por acusar o PSDB de ser um partido esquerdista.

## Posicionamentos políticos
Vandinho Leite se considera como sendo parte da "direita liberal", afirmando que o PSDB deveria se consolidar como um partido de centro-direita.
Em 2018, apoiou Jair Bolsonaro no segundo turno, afirmando que o Partido dos Trabalhadores não poderia voltar ao poder por causa dos escândalos de corrupção.

## Vida pessoal
Casado com a engenheira civil Mônica Barbosa Vargas Leite, tem um filho chamado Vandinho. É cristão, tendo realizado jejum durante a campanha de 2016 para ajudar a vencer eleição.